# Sevelie pruhovaná
Sevelie pruhovaná (Sewellia lineolata (Valenciennes, 1846)) je sladkovodní mřenkovitá, paprskoploutvá ryba pocházející z Vietnamu. Jedná se o drobnou rybku, která se občas vyskytuje v akvaristice.

## Popis
Dožívá se okolo 10 let.
Dorůstá do délky 5,5–6,5 cm.
Sevelie mají morfologii přizpůsobenou pro život v rychle tekoucí vodě; párové ploutve jsou orientovány horizontálně, hlava a tělo jsou zploštěné a poslední dva paprsky břišní ploutve srůstají s tělem u kořene ocasu a tvoří jakousi „pánevní chlopeň“.
Tělo má černou barvu a veškerá kresba na něm je typicky žlutá. Na stranách těla mají 3–5 tučných podélných pruhů. Prsní ploutev má jeden tučný pruh na kraji, jinak je síťovaná. Na břišní ploutvi se nachází 3 tučné pruhy. Hřbetní plocha hlavy, těla a párových ploutví jsou s výraznými, spojenými polygonálními značkami nebo síťkami s tmavými obrysy a bledými středy. Od jiných druhů následující kombinací znaků: zadní část párových ploutví mají 1–2 tučné soustředné pruhy; původ břišní ploutve pod původem hřbetní ploutve; původ prsních ploutví se nachází za rohem úst; Břišní ploutev dosahuje původu řitní ploutve; malé měkké vyvýšené skvrny jemných hlíz na prvních paprscích prsních ploutví u samců, hlízy na jednoduchém paprsku prsních ploutví se nezvětšují; žádná dutina kolem úst; žádné ohyby kůže mezi oropektorální membránou a ventrálním povrchem hlavy; a podél postranní čáry má 38–49 šupin.

## Výskyt
Tento druh je známý z několika toků ve střední Vietnamu: řeka Huong (provincie Thua Thien Hue), řeka Thu Bon (provincie Quang Nam Da Nang), řeka Trac Khuc a Ve (provincie Quang Ngai) a Lao (provincie Binh Dinh) a některé potoky mezi nimi.

## Ekologie
Sevelie se obvykle vyskytuje v proudech a peřejích v malých řekách a potocích. Pozorování pod vodou naznačuje, že tento druh je aktivní během dne a hledá potravu.

## Potrava
Živí se hlavně bentickými bezobratlými a řasami a perifytonem na kamení.

## Ohrožení v přírodě
Hlavními hrozbami pro tento druh jsou nadměrný rybolov, degradace stanovišť stavbou přehrad a rušení způsobené odlesňováním.
V roce 2021 zatím neexistuje žádné ochranné opatření.

## Chov v akváriu
Rybka se zřídka objevuje i mezi akvaristy. Její krásné zbarvení však převažuje náročnost chovu (čistá, okysličená voda, snese pouze teploty v rozmezí 20–24 °C). Odchov v akváriu je vzácný. Choulostivá rybka, která se nehodí pro začátečníky.